# قلعه‌ها ۲
قلعه‌ها ۲ یک اندیس فلزی است که در حوالی شهر ده سلم استان خراسان قرار دارد و مادهٔ معدنی موجود در آن، مس است.سنگ میزبان این اندیس آهک است و دیرینگی آن به دوران ژوراسیک می‌رسد. در این اندیس، پاراژنز‌های مالاکیت، هماتیت یافت می‌شوند.